# Réveillon (Orne)
Réveillon é uma comuna francesa na região administrativa da Normandia, no departamento Orne. Estende-se por uma área de 11,63 km². Em 2010 a comuna tinha 379 habitantes (densidade: 32,6 hab./km²).